# 천은비
천은비(1992년 2월 7일~)는 대한민국의 필드하키 선수로 포지션은 미드필더이다. KT 하키단을 거쳐 평택시청 하키단 소속으로 활동하고 있다.

## 학력
- 매원중학교 졸업
- 태장고등학교 졸업

## 경력
- 2012년 하계 올림픽 여자 하키 국가대표
- 2014년 아시안 게임 여자 하키 국가대표
- 2016년 하계 올림픽 여자 하키 국가대표

## 수상
- 2014년 아시안 게임 여자 하키 금메달